# Wayne Gandy
Wayne Lamar Gandy (Haines City, 10 febbraio 1971) è un ex giocatore di football americano statunitense che ha giocato nel ruolo di offensive tackle nella National Football League (NFL).

## Biografia
Al college Williams giocò a football a Auburn dove fu premiato come All-American. Fu scelto come 15º assoluto nel Draft NFL 1994 dai Los Angeles Rams. Vi giocò per cinque stagioni, dopo di che ne disputò 3 con i Pittsburgh Steelers (1999-2002). Il 2 marzo 2003, Gandy firmò un contratto di sei anni coi New Orleans Saints. Dopo tre stagioni fu scambiato con gli Atlanta Falcons il 7 aprile 2006 per la safety Bryan Scott e una scelta del draft. Per la stagione 2007 fu nominato uno dei capitani della squadra, salvo rompersi il legamento crociato anteriore nella gara del 7 ottobre contro i Tennessee Titans, perdendo tutto il resto dell'annata. Si ritirò dopo la stagione 2008.

## Palmarès
- All-American - 1993

## Statistiche
| Partite totali      | 219 |
| Partite da titolare | 205 |